# Kyle Moore
Kyle Moore (* 4. April 1987) ist ein US-amerikanischer Basketballspieler.
Seine Collegezeit verbrachte Moore am Tusculum College. Dort konnte er in seiner Abschluss-Saison mit 24,8 Punkten, 3 Rebounds und 3 Assists im Schnitt pro Spiel auf sich aufmerksam machen.
Nach seiner Zeit am College in der NCAA 2 wechselte Kyle Moore im Oktober zu seiner ersten Station als professioneller Basketballer. Er unterschrieb einen Vertrag für die Saison 2010/2011 bei den Dragons Rhöndorf in der Pro A. Dort erzielte er im Schnitt 11,6 Punkte, 2,0 Rebounds und 1,9 Assists pro Spiel. Die Saison endete allerdings ernüchternd mit dem sportlichen Abstieg der Dragons und lediglich 7 Siegen bei 23 Niederlagen.

## Erfolge
- First Team All American 2010 (NCAA 2)
- MVP des All-Star Games 2010 der NCAA 2